# P703iμ
FOMA P703iμ（フォーマ・ピー なな まる さん アイ ミュー）は、パナソニック モバイルコミュニケーションズによって開発された、NTTドコモの第三世代携帯電話 (FOMA) 端末製品である。

## 概要
折りたたみ時11.4mmで、N703iμとともに世界最薄3Gケータイ（2007年1月15日現在）。形状はP702iDに近い。薄さ最優先のためか、ワンプッシュオープンボタンは採用していない。ソフトウェアはP902iSのものがベースとなっている。この端末のボタンは青色に発光する。
SDオーディオ(AAC/AAC+SBR)には対応しているが、703iシリーズで唯一着うたフルに対応していない。外部メモリーはmicroSD（2GBまで）対応。1.7GHz帯・GPSには対応していない。
また、iモーションプレーヤーでPX500/LX500シリーズのVIERAで録画したデジタル放送(CPRM)動画を再生できる（P903iシリーズ P703i及びP904i以降の同社製携帯電話（P704iμを除く）はCPRM動画の再生に対応していない）。iモードブラウザのUser Agentにおける機種名表記はP703imyuとなる。
| 主な対応サービス           | 主な対応サービス                    | 主な対応サービス         | 主な対応サービス                                |
| -------------------------- | ----------------------------------- | ------------------------ | ----------------------------------------------- |
| DCMX／おサイフケータイ     | うた・ホーダイ                      | 着うたフル／着うた       | デジタルオーディオプレーヤー(AAC)(SDオーディオ) |
| 直感ゲーム／メガiアプリ※   | Music&Videoチャネル／ビデオクリップ | 3Gローミング             | プッシュトーク                                  |
| FOMAハイスピード           | GPS／ケータイお探し                 | デコメール／デコメ絵文字 | iチャネル                                       |
| 着もじ                     | テレビ電話／キャラ電                | 電話帳お預かりサービス   | フルブラウザ                                    |
| おまかせロック／バイオ認証 | 外部メモリーへiモードコンテンツ移行 | トルカ                   | iC通信                                          |
| きせかえツール／マチキャラ | バーコードリーダ／名刺リーダ        | 2in1                     | エリアメール                                    |

※500kBまでのiアプリ対応。

## 歴史
- 2006年10月31日：電気通信端末機器審査協会 (JATE) 通過。
- 2006年11月24日：技術基準適合証明 (TELEC) 通過。
- 2007年1月16日: D703i・F703i・N703iD・P703i・SH703i・SO703i・N703iμ・P703iμ・SO903iTV・D800iDSの開発発表。
- 2007年2月9日：発売。

## 不具合
NTTドコモ及びパナソニックモバイルコミュニケーションズより、特に報告はない。